# San Pablo, Kalifornien
San Pablo är en stad (city) i Contra Costa County, i delstaten Kalifornien, USA. Enligt United States Census Bureau har staden en folkmängd på 29 609 invånare (2011) och en landarea på 6,8 km².